# Метроніт
Метроніт (івр. מטרונית) — наземна система міського транспорту, що обслуговує місто Хайфа і його передмістя. Мережа складається зі спеціальних зчленованих автобусів, що пересуваються за призначеним для них окремим маршрутом.
Назву «Метроніт» було утворене від слова «метро» по співзвуччю з іншими видами транспорту в Хайфі: так, в місті існує метрополітен «Кармеліт» та вид невеликих районних автобусів «Шхунатіт».
Однією з переваг «Метроніту» повинно стати використання містких тривагонних гібридних автобусів виробництва бельгійської фірми «Ван Хоол»: кожен такий автобус зможе одночасно перевозити до 150 осіб. Крім того, використання економічного гібридного двигуна дозволить значно поліпшити екологічну обстановку в місті.
Мережа також файна тим, що рух автобусів «Метроніт» не буде залежати від руху решти транспорту, через використання автобусами виділеної лінії. Лінія руху «Метроніт» є смуга шосе, викладена спеціальною плиткою, пофарбована в помаранчевий колір. Смуга височить над загальною проїзною частиною приблизно на 15 см. Автобус, що рухається по лінії, слід за встановленим маршрутом, відзначеному на смузі спеціальної, вбудованої в дорожнє полотно, магнітною або оптичною розміткою.
За задумом творців, «Метроніт» повинен вдихнути нове життя в Нижнє місто в Хайфі і в район Адар, а також повернути до активної експлуатації хайфський  «Кармеліт», пересаджуючись на який, пасажир «Метроніта» швидко і без заторів добереться до верхніх районів Хайфи, що розташовані на вершині гори Кармель.
Всі роботи по будівництву виконала фірма «Еффе-Ноф», що належить хайфському муніципалітету. Експлуатація почалась в серпні 2013 року. 

## Діючі маршрути
Починаючи з 18 грудня 2007 року, діє маршрут, що проходить в районі вулиці Ха-Ацмаут в Хайфі.